# Psyché (kleedspiegel)

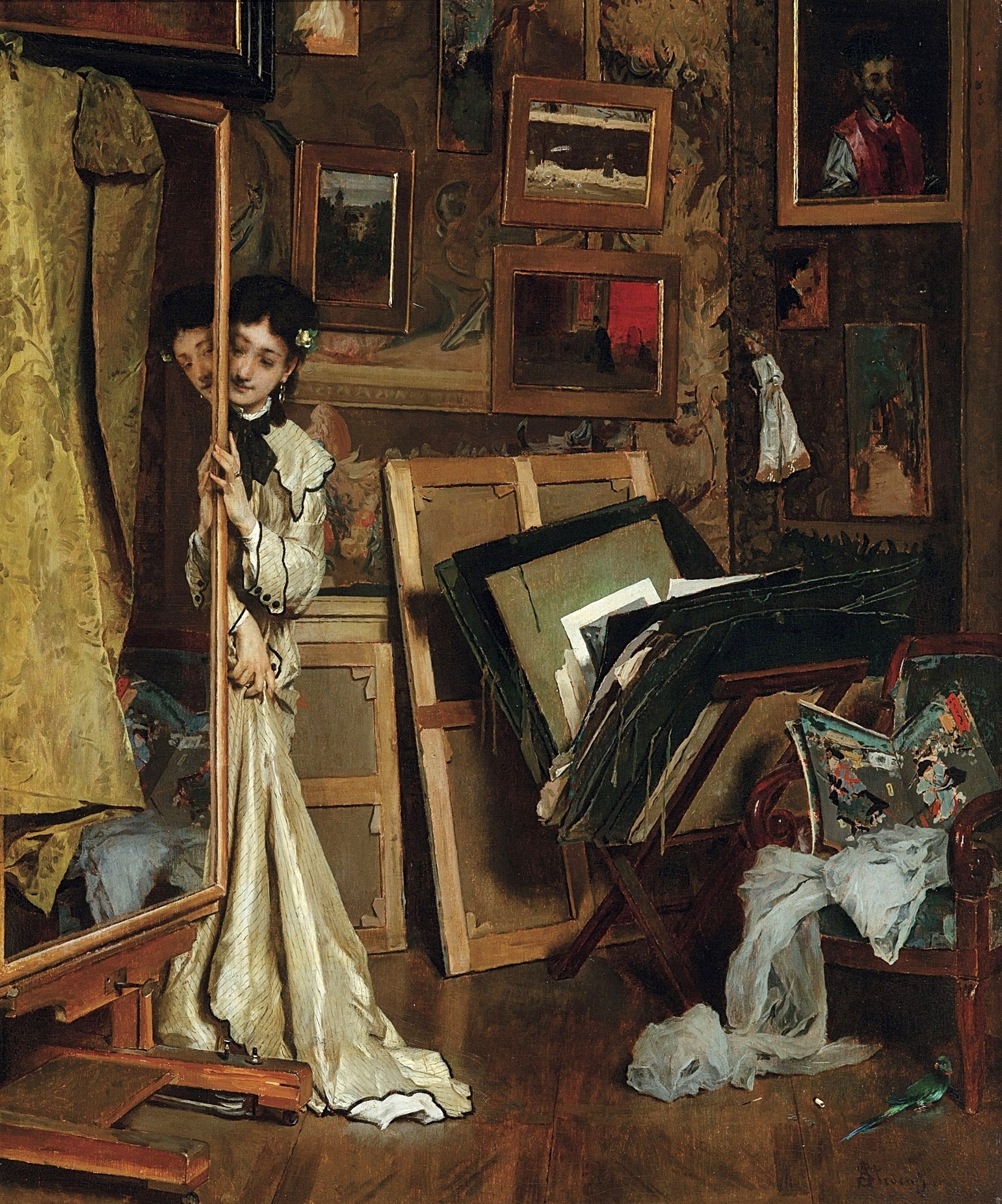
Een psyché in La Psyché (Mon atelier) van Alfred Stevens (circa 1870)

Een psyché is een spiegel die dient ter bezichtiging van de kleding van mensen.
Vanaf het einde van de 18e eeuw ontstonden psychés waarin een persoon zichzelf ten voeten uit kon spiegelen om te zien hoe zij of hij gekleed was. Als die scharnierend in een stander werd opgehangen, werd de spiegel, ook in het Nederlands, een psyché genoemd. In Nederland was die meteen populair, ook al waren de kosten voor een dergelijk meubelstuk hoog. Vaak was de spiegel voorzien van zogenaamde 'branches': kaarsenhouders die het zicht konden vergemakkelijken. In de 19e eeuw werd de psyché echter vervangen door de spiegelkast. De psyché bestond in verscheidene stijlen: rococo, Louis XIV, Louis XVI, rustiek of Moors. Zo'n spiegel in de laatstgenoemde stijl werd bijvoorbeeld geleverd door het bedrijf Sorel aan de Nederlandse koningin Sophie op Paleis Het Loo.